# اندیس پل غزنوی
پل غزنوی یک اندیس غیرفلزی است که در حوالی شهر رامیان استان گلستان قرار دارد و مادهٔ معدنی موجود در آن، بوکسیت است.سنگ میزبان این اندیس سنگ آهک است و دیرینگی آن به دوران پرموتریاس می‌رسد. 